# ألان جاكوبسون
ألان جاكوبسون (بالإنجليزية: Alan Jacobson)‏ (12 نوفمبر 1942 بسيدني في أستراليا - ) هو لاعب كريكت أسترالي. لعب مع فريق تسمانيا للكريكت.

## وصلات خارجية
- ألان جاكوبسون على موقع إي آس بي آن كريك إنفو (الإنجليزية)